# Bahnstrecke South Acton–Marlborough
| Streckenlänge: | 19,71 km             |                                                          |                                                          |
| Spurweite: | 1435 mm (Normalspur) |                                                          |                                                          |
| |                      |                                                          |                                                          |
| Gesellschaft: | zuletzt BM           |                                                          |                                                          |
| \| \| \| von Boston \| \| \| \| 0,00 \| South Acton MA \| South Acton MA \| \| \| \| nach Fitchburg \| \| \| \| \| Concord, Maynard and Hudson Street Railway (Main Street) \| \| \| \| \| Fort Pond Brook \| \| \| \| \| Assabet River \| \| \| \| 3,56 \| Maynard MA \| Maynard MA \| \| \| \| Concord, Maynard and Hudson Street Railway (Main Street) \| \| \| \| 8,27 \| Lake Boone (früher Whitmans Crossing) \| Lake Boone (früher Whitmans Crossing) \| \| \| \| Assabet River (2×) \| \| \| \| 10,33 \| Gleasondale MA \| Gleasondale MA \| \| \| \| Strecke North Cambridge–Northampton (Central Mass. Jct.) \| \| \| \| \| Assabet River \| \| \| \| 13,65 \| Hudson MA (früher Feltonville) \| Hudson MA (früher Feltonville) \| \| \| \| nach Thayer \| \| \| \| \| Assabet River \| \| \| \| 19,71 \| Marlborough MA \| Marlborough MA \| \| \| \| (keine Verbindung zur Strecke nach Marlborough Junction) \| \| |                      |                                                          |                                                          |
| Strecke |                      | von Boston                                               | von Boston                                               |
| Dienststation / Betriebs- oder Güterbahnhof | 0,00                 | South Acton MA                                           | South Acton MA                                           |
| Abzweig ehemals geradeaus und nach rechts |                      | nach Fitchburg                                           | nach Fitchburg                                           |
| Kreuzung (Strecken außer Betrieb) |                      | Concord, Maynard and Hudson Street Railway (Main Street) | Concord, Maynard and Hudson Street Railway (Main Street) |
| Brücke über Wasserlauf (Strecke außer Betrieb) |                      | Fort Pond Brook                                          | Fort Pond Brook                                          |
| Brücke über Wasserlauf (Strecke außer Betrieb) |                      | Assabet River                                            | Assabet River                                            |
| Bahnhof (Strecke außer Betrieb) | 3,56                 | Maynard MA                                               | Maynard MA                                               |
| Kreuzung (Strecken außer Betrieb) |                      | Concord, Maynard and Hudson Street Railway (Main Street) | Concord, Maynard and Hudson Street Railway (Main Street) |
| Haltepunkt / Haltestelle (Strecke außer Betrieb) | 8,27                 | Lake Boone (früher Whitmans Crossing)                    | Lake Boone (früher Whitmans Crossing)                    |
| Brücke über Wasserlauf (Strecke außer Betrieb) |                      | Assabet River (2×)                                       | Assabet River (2×)                                       |
| Bahnhof (Strecke außer Betrieb) | 10,33                | Gleasondale MA                                           | Gleasondale MA                                           |
| Kreuzung geradeaus unten (Strecken außer Betrieb) |                      | Strecke North Cambridge–Northampton (Central Mass. Jct.) | Strecke North Cambridge–Northampton (Central Mass. Jct.) |
| Brücke über Wasserlauf (Strecke außer Betrieb) |                      | Assabet River                                            | Assabet River                                            |
| Bahnhof (Strecke außer Betrieb) | 13,65                | Hudson MA (früher Feltonville)                           | Hudson MA (früher Feltonville)                           |
| Abzweig geradeaus und nach rechts (Strecke außer Betrieb) |                      | nach Thayer                                              | nach Thayer                                              |
| Brücke über Wasserlauf (Strecke außer Betrieb) |                      | Assabet River                                            | Assabet River                                            |
| Kopfbahnhof Streckenende (Strecke außer Betrieb) | 19,71                | Marlborough MA                                           | Marlborough MA                                           |
| |                      | (keine Verbindung zur Strecke nach Marlborough Junction) |                                                          |

Die Bahnstrecke South Acton–Marlborough ist eine Eisenbahnstrecke in Massachusetts (Vereinigte Staaten). Sie ist 19,71 Kilometer lang und verbindet die Städte Acton, Maynard, Stow, Hudson und Marlborough. Die normalspurige Strecke ist stillgelegt.

## Geschichte
Um die damalige Siedlung Feltonville (heute Hudson) an die 1845 fertiggestellte Bahnstrecke Boston–Fitchburg der Fitchburg Railroad anzuschließen, erhielt am 16. April 1846 die Lancaster and Sterling Branch Railroad Company eine Konzession. Wie der Name der Gesellschaft verrät, sollte die Strecke ursprünglich über Feltonville, Bolton und Lancaster nach Sterling weiterführen. Ein Teil dieser Planung wurde später durch die Lancaster Railroad wieder aufgegriffen. Die Gesellschaft wurde am 2. Juni des Jahres durch die Fitchburg Railroad aufgekauft, die die Strecke nach Feltonville in eigener Regie baute. Sie ging im Juli 1850 in Betrieb. Unternehmer aus Marlborough wollten die Strecke nun bis in das Zentrum der Stadt verlängern und gründeten 1852 die Marlborough Branch Railroad Company, die am 30. April des Jahres die Konzession für die Streckenverlängerung erhielt. Mit der Fitchburg Railroad vereinbarte man, dass diese die Strecke pachtete und den Betrieb führte, sobald sie fertiggestellt ist. Am 1. März 1855 wurde die Verlängerung nach Marlborough eröffnet. Die Marlborough Branch Railroad musste schon 1858 in Konkurs gehen und am 27. März des Jahres erteilte die Regierung die Genehmigung, dass die Gesellschaft als Marlborough and Feltonville Branch Railroad Company neu aufgestellt werden darf, was aber erst 1860 erfolgte. Am 15. April 1862 kaufte die Fitchburg Railroad schließlich die Strecke von Feltonville nach Marlborough.
Ab 1900 oblag die Betriebsführung der Boston and Maine Railroad, nachdem diese die Fitchburg übernommen hatte. Der Personenverkehr auf der Strecke war recht spärlich, da die Stadt Hudson an Boston auf direkterem Weg über die Bahnstrecke North Cambridge–Northampton erreichbar war und auch Marlborough hatte einen weiteren Eisenbahnanschluss. Zudem wurde Anfang des 20. Jahrhunderts eine Überlandstraßenbahn von South Acton über Maynard nach Hudson gebaut. Bereits 1932 endete der Personenverkehr zwischen Maynard und Central Massachusetts Junction an Werktagen, nur sonntags fuhr noch bis 1934 ein einzelner Zug. Dieser Abschnitt wurde 1943 stillgelegt, nachdem auch der durchlaufende Güterverkehr eingestellt worden war. Die Personenzüge nach Marlborough fuhren von 1932 bis 1939 über die Strecke North Cambridge–Northampton, zu der an der Kreuzung der beiden Strecken (Central Massachusetts Junction) bereits kurz nach 1900 eine Gleisverbindung eingebaut worden war. 1939 wurde der Personenverkehr nach Marlborough jedoch eingestellt, 1958 auch zwischen South Acton und Maynard. 
Ebenfalls 1958 kehrten Personenzüge jedoch auf die Strecke zurück, nachdem auf der Strecke North Cambridge–Northampton der Personenverkehr westlich von Hudson eingestellt worden war. Die Züge dieser Strecke aus Richtung Boston fuhren nun über die Verbindungskurve an der Central Massachusetts Junction und endeten im Bahnhof Hudson, der direkt im Stadtzentrum lag und als Personenbahnhof reaktiviert wurde. Am 15. Januar 1965 endete der Personenverkehr auf dieser Strecke jedoch endgültig. Der Güterverkehr auf den noch betriebenen beiden Abschnitten war ab den 1970er Jahren unregelmäßig. 1979 wurde die Strecke zwischen South Acton und Maynard stillgelegt, im darauf folgenden Jahr ereilte auch den Abschnitt von Central Massachusetts Junction bis Marlborough dieses Schicksal.

## Streckenbeschreibung
Die Strecke zweigt im alten Bahnhof South Acton aus der Fitchburg-Hauptstrecke ab und führt nach Süden. Der Bahnhof war ursprünglich als Keilbahnhof ausgebaut. Die Bahn kreuzt die Main Street und überquert dann über eine noch vorhandene Brücke den Fort Pond Brook, der in diesem Bereich zu einem kleinen Stauweiher aufgestaut wird. Die Strecke führt parallel zur Main Street und Brown Street nach Maynard, wo sie in südwestliche Richtung abbiegt. Parallel zur Nason Street überquert die Bahntrasse dann den Assabet River erstmals, dessen Verlauf sie nun fast bis zum Endbahnhof folgt. Nach der Brücke ist der frühere Bahnhof Maynard erreicht. Im weiteren Verlauf führt die Bahntrasse entlang des Südufers des Assabet River. In diesem Bereich dient sie heute als Waldweg. An der Sudbury Road befand sich ein Haltepunkt Lake Boone nordwestlich des gleichnamigen Sees.
Die Strecke überquert den Fluss nun zweimal und erreicht das Stadtgebiet von Stow. Im Stadtteil Gleasondale befand sich der Bahnhof an der Marlboro Road. Etwa ab dem Bahnübergang über die Wilkins Street lag bis kurz vor den Bahnhof Hudson eine Überlandstraßenbahnstrecke der CMH direkt neben der Bahnstrecke. Kurz nach diesem Bahnübergang befand sich der Knotenpunkt Central Massachusetts Junction, der teilweise auch Gleason Junction genannt wurde. Hier überquert die Bahnstrecke North Cambridge–Northampton die Trasse der Strecke nach Marlborough. Von der Brücke stehen nur noch die Widerlager. Eine Verbindungskurve ermöglichte es Zügen von North Cambridge kommend in Richtung Marlborough abzubiegen. Die Bahntrasse wird ab hier bis zum Endbahnhof Marlborough als Rad- und Wanderweg genutzt, der Assabet River Rail Trail. 
In westliche Richtung führt die Strecke weiter nach Hudson. Die Flussbrücke war eine Besonderheit, da sie sowohl die Main Street als auch die Eisenbahn trug, die auf der Brücke in spitzem Winkel die Main Street überquerte. Die parallel verlaufende Straßenbahnstrecke bog hier auf die Main Street ab. Die Bahnstrecke verläuft nun direkt neben der Main Street bis zum Bahnhof Hudson, wo sie nach Süden abbiegt. Der Bahnhof Hudson war ebenfalls als Keilbahnhof ausgebaut, die hier abzweigende Strecke nach Thayer wurde jedoch nie von regulären Zügen befahren und 16 Jahre nach ihrer Fertigstellung wieder abgebaut. Die Bahnstrecke nach Marlborough führt nun weiter südwärts, überquert den Assabet River ein letztes Mal und verläuft kurvenreich bis zum Endbahnhof an der Cashman Street. Zur südöstlich des Stadtzentrums endenden Bahnstrecke Marlborough Junction–Marlborough gab es keine Gleisverbindung.

## Personenverkehr
1869 genügten drei Zugpaare, von denen eines nach Boston durchfuhr, um das Beförderungsaufkommen auf der Strecke zu bewältigen. Die Zugdichte wurde immer weiter erhöht und 1901 verkehrten an Werktagen acht, an Sonntagen vier Züge auf der Strecke. Mittwochs und samstags fuhr ein zusätzlicher Zug. Nach der Eröffnung der Überlandstraßenbahn, die von Concord und South Acton über Maynard nach Hudson führte, und einer anderen Straßenbahn von Hudson über Marlborough nach Boston ging der Personenverkehr auf der Bahnstrecke zurück. Die Boston&Maine begegnete der Konkurrenz, indem sie Züge von Boston über Wayland und die Bahnstrecke North Cambridge–Northampton und die Gleisverbindung an der Central Massachusetts Junction nach Marlborough führte. 1916 fuhren auf dieser Relation drei werktägliche Zugpaare. Fünf tägliche Zugpaare fuhren von South Acton nach Marlborough, teilweise ebenfalls durchlaufend von Boston. 
Nach dem Ersten Weltkrieg und der Weltwirtschaftskrise war das Zugangebot jedoch deutlich reduziert worden, nicht zuletzt aufgrund des steigenden Individualverkehrs. 1932 verkehrte an Werktagen nur noch ein Zugpaar von Boston nach Marlborough über Wayland sowie ein Zugpaar von Boston nach Maynard über South Acton. Der Abschnitt von Maynard nach Hudson wurde nur von einem einzelnen morgendlichen Sonntagszug Marlborough–South Acton befahren, der in South Acton keinen Anschluss in Richtung Boston hatte. In die Gegenrichtung fuhr gar kein Zug mehr. Dieser einzelne Sonntagszug fuhr noch bis etwa 1934. Der Zug nach Marlborough wurde 1939 ebenfalls gestrichen. Nach dem Zweiten Weltkrieg wurde der Samstagsverkehr ebenfalls eingestellt, sodass nun nur noch montags bis freitags im Frühberufsverkehr ein Zug von Maynard über South Acton nach Boston fuhr, der dann abends in die Gegenrichtung verkehrte.